# Ernesto Brown
Ernesto Alejandro Brown (7 de enero de 1885 - 12 de julio de 1935) fue un futbolista internacional argentino que jugó como lateral izquierdo. Fue apodado como El Pacífico por sus actuaciones seguras tanto para el club como para el país.

## Primeros años de vida
Brown fue un argentino de origen escocés.
Brown tuvo cuatro hermanos que también fueron jugadores internacionales argentinos: Alfredo, Carlos, Eliseo y Jorge, así como un primo, Juan Domingo. Otros dos hermanos, Diego y Tomás, también fueron futbolistas.

## Carrera
Brown jugó para Alumni y para la selección nacional de Argentina. Hizo 12 apariciones oficiales con Argentina entre 1902 y 1912, anotando un gol.